# Стайлистикс
Стайлистикс е соул група от Филаделфия, САЩ, популярна през 70-те години. Събират се през 1968 г. и в състава влизат певците Ръсел Томпкинс - младши, Хърб Мъръл, Ейриън Лов, Джеймс Смит и Джеймс Дън. Хитовете им в САЩ са главно балади, възпяти с фалцетния глас на Ръсел Томпкинс - младши и продуцирани от Том Бел, с които Стайлистикс стават едни от най-успешните соул групи на първата половина на 70-те. В този период, те пласират 12 песни в Топ 10 на американския ритъм енд блус, вкл. Stop, Look, Listen, You Are Everything, Betcha by Golly, Wow, People Make the World Go Round, I'm Stone in Love with You, Break Up to Make Up, и You Make Me Feel Brand New.